# Kaple svatého Bartoloměje (Lipovka)
Kaple svatého Bartoloměje, někdy označovaná jako filiální kostel, je římskokatolická kaple v Lipovce, části města Rychnov nad Kněžnou. Patří do děkanství Rychnov nad Kněžnou.
Obraz v kapli pochází ze zrušeného kostela sv. Bartoloměje na návrší nad obcí.

## Bohoslužby
V současnosti se bohoslužby v kapli konají pouze příležitostně.

## Galerie

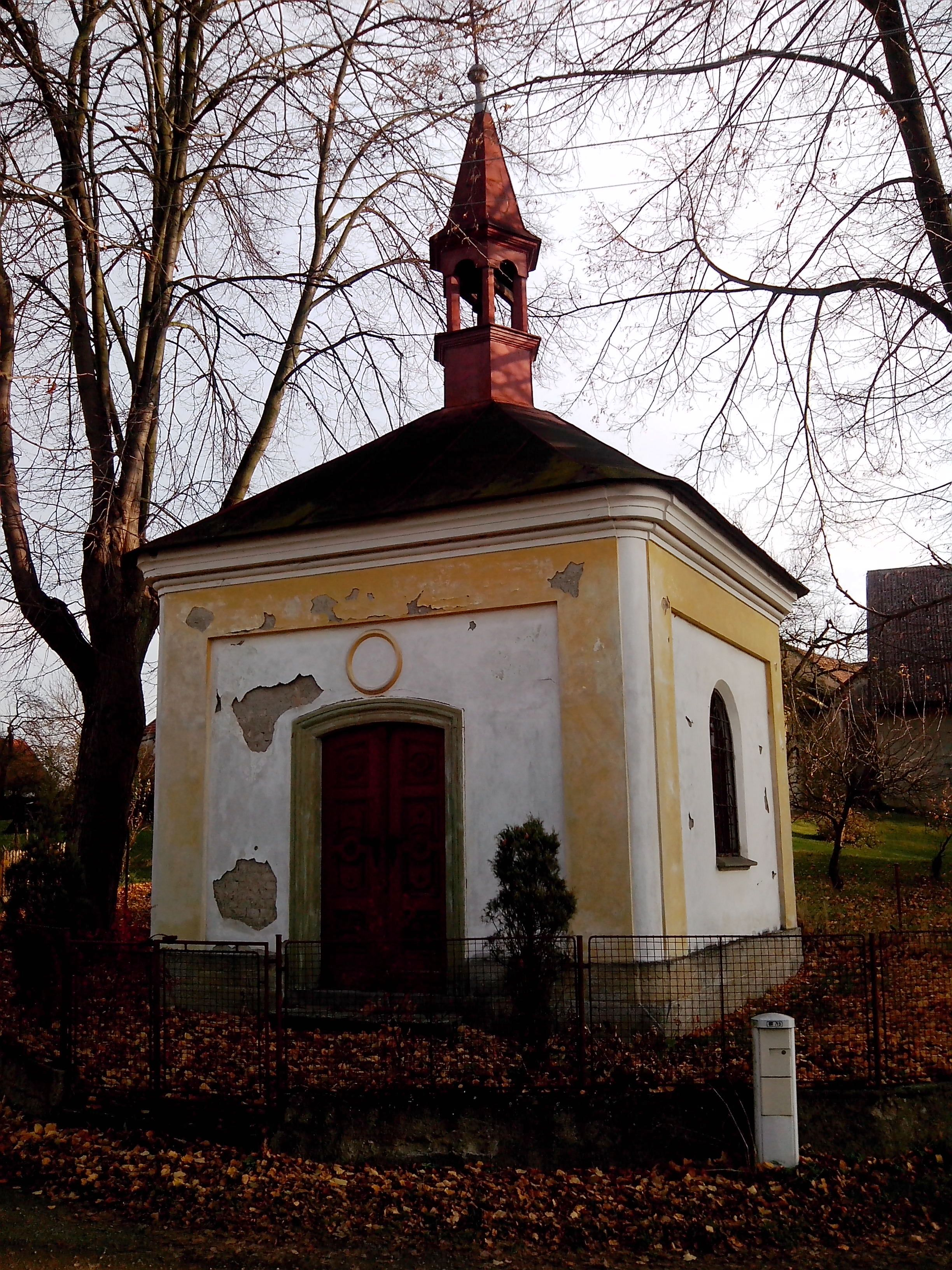
Kaple
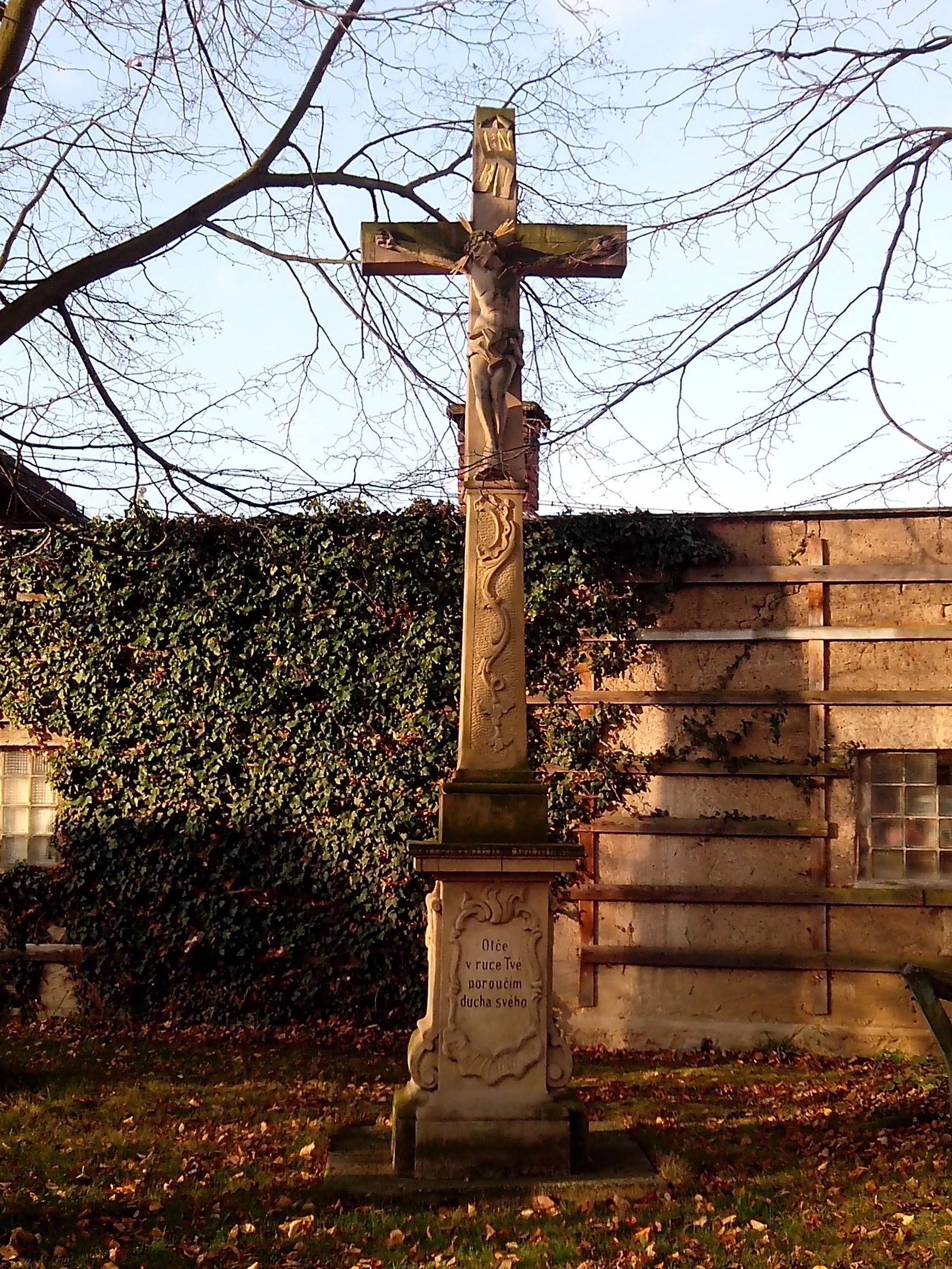
Krucifix naproti kapli